# Ribe (provincie)
Ribe Amt (provincie Ribe) is een voormalige provincie in Denemarken. De oppervlakte van Ribe bedroeg in 2005 3131,66 km². De provincie telde 224.454 inwoners waarvan 112.522 mannen en 111.932 vrouwen (cijfers 2005). Bij de gemeentelijke herindeling in 1970 bleef het oude Ribe Amt vrijwel ongewijzigd bestaan.
Op 1 januari 2007 werden de provincies in Denemarken afgeschaft. Ribe is nu deel van de nieuwe regio Zuid-Denemarken.

## Gemeenten
| - Billund - Blåbjerg - Blåvandshuk - Bramming - Brørup - Esbjerg - Fanø | - Grindsted - Helle - Holsted - Ølgod - Ribe - Varde - Vejen |

Hoofdstad (Inclusief Bornholm) · Midden-Jutland · Noord-Jutland · Seeland · Zuid-Denemarken

Tot 2007: Aarhus · Bornholm · Frederiksborg · Funen · Kopenhagen · Noord-Jutland · Ribe · Ringkjøbing · Roskilde · Storstrøm · Vejle · Vestsjælland · Viborg · Zuid-Jutland 